# Pucan
Pucan es un despoblado peruano ubicado en el distrito de Manás, perteneciente a la provincia de Cajatambo del departamento de Lima, al centro oeste del Perú. 

## Ubicación
Pucan se ubica al sur de la provincia de Cajatambo, en el distrito de Manás, en el departamento de Lima.

## Demografía
En 1993 Pucan tenía una población de 8 habitantes, mientras que en 2017 no tuvo a ningún habitante empadronado, y tenía 1 vivienda.
| Gráfica de evolución demográfica de Pucan entre 1993 y 2017 |
|                                                             |
| Fuentes: Población 1993 y 2017                              |